# 凱爾姆斯科特莊園
凱爾姆斯科特莊園（Kelmscott Manor）是英國科茨沃尔德地區的一座鄉村別墅，位於西牛津郡。這座建築的歷史可以追溯至約1570年，是英國的I級登錄建築。

## 外部連結
- 官方网站